# Baden Baden (film)
Baden Baden è un film del 2016 diretto da Rachel Lang.